# Tindo
Tindo est une ville et une sous-préfecture de Guinée, rattachée à la préfecture de Faranah et à la région de Faranah. 

## Population
En 2016, le nombre d'habitants est estimé à 5 375, à partir d'une extrapolation officielle du recensement de 2014 qui en avait dénombré 5 052 .